# Сан-Педру-ди-Вила-Фрешкаинья
Сан-Пе́дру-ди-Ви́ла-Фрешкаи́нья (порт. São Pedro de Vila Frescaínha) — населённый пункт и район в Португалии, входит в округ Брага. Является составной частью муниципалитета  Барселуш. Находится в составе крупной городской агломерации Большое Минью. По старому административному делению входил в провинцию Минью. Входит в экономико-статистический  субрегион Каваду, который входит в Северный регион. Население составляет 1655 человек на 2001 год. Занимает площадь 3,16 км².